# Oliver Twist (película de 1912)
Oliver Twist es una película de 1912 dirigida por Thomas Bentley (1880 – 1950). Está basada en la novela homónima de Charles Dickens.

## Argumento
Oliver Twist (Ivy Millais) es un niño huérfano al que llevan a un orfanato. Debido al mal trato que se le da, un día decide escaparse a Londres.
Nada más llegar a la ciudad, conoce a Artful Dodger (Willie West), que le da acogida. Con la inocencia de los 10 años, Oliver se adentra  sin darse cuenta en una banda de niños carteristas dirigida por el malvado Fagin (John McMahon).